# Tōin Kinkata
Tōin Kinkata (洞院公賢?   1291 - 21 de abril de 1360) fue un kugyō (cortesano japonés de clase alta) que vivió a finales de la era Kamakura y comienzos de la era Nanbokuchō. Fue miembro de la familia Tōin (derivada del clan Fujiwara, específicamente de la familia Saionji) e hijo del sadaijin Tōin Saneyasu.

## Biografía
Al momento de nacer fue nombrado cortesano, por influencia de su padre, en el rango jugoi inferior, ascendido a jugoi superior en 1294 y shōgoi inferior en 1296. Fue nombrado chambelán en 1297, ascendido al rango jushii inferior en 1298, jushii superior en 1299 y shōshii inferior en 1300. Fue nombrado sachūben entre 1306 y 1308, luego promovido al rango jusanmi en 1308 y nombrado sangi y sadaiben en 1309.
En 1310 fue nombrado gonchūnagon, elevado al rango junii en 1311, luego al rango shōnii en 1314, gondainagon en 1318 y gran maestro del departamento de asuntos del Príncipe Imperial Kuniyoshi (tōgūbō) entre 1318 y 1326. Adicionalmente se convirtió en padre adoptivo de Ano Yasuko, consorte del Emperador Go-Daigo. En 1325 fue nombrado dainagon.
Fue nombrado naidaijin en 1330, pero por el derrocamiento del Emperador Go-Daigo en 1331, decidió renunciar. No fue hasta la caída del shogunato Kamakura y el inicio de la Restauración Kenmu en 1333, en el que Kinkata volvió a asumir cargos administrativos, nuevamente como naidaijin y shikibugyō. En 1335 fue ascendido a udaijin y colaboró con el Príncipe Imperial Noriyoshi (futuro Emperador Go-Murakami), pero luego de la derrota de éste a manos de Ashikaga Takauji y la eventual caída de la Restauración Kenmu, Kinkata juró lealtad a la Corte del Norte y al Emperador Kōgon. Por ello, mantuvo su cargo de udaijin hasta 1337. Sería nombrado sadaijin en 1343 (hasta 1346) y luego Daijō Daijin desde 1348 hasta 1350. Kinkata se convirtió en una persona muy versada en asuntos de la corte imperial y fue consejero para otros nobles (kuge), cortesanos e inclusive consejero del emperador. 
En 1351 fue ascendido al rango juichii y fue designado negociador de la unificación de las cortes durante el incidente Kannō y que dio como consecuencia la breve Unificación Shōhei, donde el Emperador Sukō fue depuesto como condición de la unificación. En 1353, luego de la fallida reunificación, ascendió al trono el Emperador Go-Kōgon de la Corte del Norte (hermano del Emperador Sukō) y Kinkata temiendo una represalia, huyó a la provincia de Mino, donde posteriormente se uniría a la Corte del Sur, hasta el año siguiente. Abandonó su vida como cortesano y se convirtió en monje budista (shukke) en 1359, falleciendo al año siguiente.
Tuvo como hijos a los cortesanos Tōin Sanenatsu y Tōin Saneyo.

## Obras escritas
Como literato, Kinkata fue el autor del diario Entairyaku (園太暦?), donde reseñó los sucesos de la corte imperial en 1311 y entre 1344 y 1360. También fue el autor del Gyorogushō (魚魯愚鈔?), un documento técnico de índole cortesano y fue coautor de la crónica Kōdaireki (皇代暦?), que resume en cinco volúmenes los sucesos imperiales desde tiempos mitológicos hasta tiempos contemporáneos y extendida póstumamente hasta el reinado del Emperador Go-Tsuchimikado por Kanroji Chikanaga.